# Eupithecia porphyrata
Eupithecia porphyrata är en fjärilsart som beskrevs av Hans Zerny 1934. Eupithecia porphyrata ingår i släktet Eupithecia och familjen mätare. Inga underarter finns listade i Catalogue of Life.